# تپه آخوران (بخش لاجان)
 تپه آخوران مربوط به عصر برنز III ـ هزاره اول (پیش از میلاد) - دوره اسلامی قرن ۶ تا ۸ ه.ق است و در شهرستان پیرانشهر، بخش لاجان، دهستان لاهیجان شرقی، روستای برکمران واقع شده است. این اثر در تاریخ ۳۰ دی ۱۳۸۵ با شمارهٔ ثبت ۱۶۸۵۵ به عنوان یکی از آثار ملی ایران به ثبت رسیده است.